# إيسوزو أوسيس
إيسوزو أوسيس هي سيارة ميني فان من صناعة هوندا أنتجت في 1996 وتوقف إنتاجها في 1999.